# پسر شائول
پسر شائول (به مجاری:  Saul fia) فیلمی مجارستانی ساخته کارگردان مجار، لاسلو نمش و محصول سال ۲۰۱۵ است. پسر شائول اولین ساخته بلند سینمایی لاسلو نمش به شمار می‌رود. این فیلم برای اولین بار در ماه مه سال ۲۰۱۵ در بخش مسابقه جشنواره کن روی پرده رفت و برنده جایزه بزرگ این جشنواره شد.

این فیلم در هشتاد و هشتمین دوره جوایز اسکار و هفتاد و سومین مراسم گلدن گلوب برنده جایزه بهترین فیلم به زبان خارجی شد.

## خلاصه داستان
فیلم داستان دو روز از زندگی شائول زندانی مجارستانی که در گروهی به نام ساندرکوماندو در آشویتس کار می‌کند را روایت می‌کند. شائول در تلاش است جنازه کودکی را که مدعی است پسر اوست از دست مأموران آلمانی پنهان کرده و او را مخفیانه و مطابق تشریفات مذهبی دین یهود دفن کند و به این منظور دنبال یک خاخام یهودی در میان زندانی‌ها می‌گردد.

## بازیگران
- گیزا روریگ
- لونته مولنار
- یولی یاکاب در نقش الا
- مارچین چارنیک